# Фиппс, Константин, 3-й маркиз Норманби
Константин Чарльз Генри Фиппс, 3-й маркиз Норманби (англ. Constantine Charles Henry Phipps, 3rd Marquess of Normanby; 29 августа 1846 — 25 августа 1932) — британский аристократ и церковный деятель, каноник Виндзора в 1891-1907 годах. С 1863 по 1890 год он был известен как граф Малгрейв.

## Биография
Он родился 29 августа 1846 года. Старший сын Джорджа Фиппса, 2-го маркиза Норманби (1819—1890), и Лоры Рассел (1816—1885).
После смерти своего отца 3 апреля 1890 года он унаследовал титул 3-го маркиза Норманби.
30 декабря 1903 года в Лондоне маркиз Норманби женился на Гертруде Стансфелд Фостер (? — 12 марта 1948), дочери Джонстона Джонаса Фостера из Мур-Парка, Ладлоу, Шропшир. У них родились следующие дети:
- Леди Кэтрин Фиппс (7 января 1905—1960), с 1949 года замужем за Роем Амоном Хардингом (? — 1960)
- Леди (Гертруда) Элизабет Фиппс (30 апреля 1908—1985), с 1934 года замужем за адмиралом сэром Уильямом Дэвисом (1901—1987), от брака с которым у неё было четверо детей.
- Освальд Константин Джон Фиппс, 4-й маркиз Норманби (29 июля 1912 — 30 января 1994)

Ему наследовал титул его сын Освальд Фиппс, 4-й маркиз Норманби. Его вдова умерла 12 марта 1948 года.

## Карьера
Он получил образование в Университете Дарема и получил степень магистра. Он был рукоположен архиепископом Йоркским в 1870 году. В дополнение к своим церковным должностям, он также был подполковником добровольческого полка Норт-Райдинг. Также он занимал должности заместителя лейтенанта Йоркшира и мирового судьи Йоркшира.
Впоследствии он был назначен:
- Помощник викария в Лите, 1871 год
- Викарий Уорсли с часовней Элленбрук, Ланкашир, 1872—1890
- Комиссар англиканской епархии Нью-Вестминстера, 1879—1897
- Капеллан церкви Всех Святых, Сан-Ремо, Италия, 1884—1893
- Капеллан архиепископа Йоркского, 1891—1897
- Капеллан для читателей-мирян Йорка, 1910

В 1891 году он был назначен на девятый пост в часовне Святого Георгия в Виндзорском замке, и занимал эту должность до тех пор, пока не ушел в отставку в 1907 году.